# São José dos Quatro Marcos

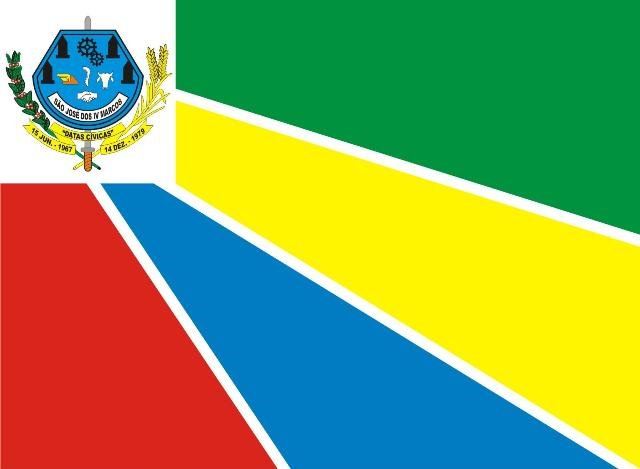
Drapeau de Sāo José dos Quatro Marcos

São José dos Quatro Marcos est une municipalité brésilienne située dans l'État du Mato Grosso.